# NGC 1331
NGC 1331 is een elliptisch sterrenstelsel in het sterrenbeeld Eridanus. Het hemelobject werd op 19 december 1799 ontdekt door de Duits-Britse astronoom William Herschel.

## Synoniemen
- IC 324
- PGC 12846
- ESO 548-19
- MCG -4-9-12